# Тамара Лујак
Тамара Лујак (Београд, 1976) српска је списатељица кратких фантастичних прича, преводилац са енглеског, новинар и уредник. Сарадник је више књижевних часописа и фанзина. Са Милицом Цинцар Поповић, води радионицу креативног писања Реч и глас и организује књижевне догађаје BG Storytelling клуба Реч и глас. Гордана Петковић, Наташа Станић и Тамара Лујак воде књижевну трибину Из искре - речи у УКС-у. Један је од покретача уметничко-еколошког пројекта Чисто и бистро, при ПСК Копаоник.
Члан је Удружења новинара Србије, Удружења књижевника Србије, Друштва љубитеља фантастике Лазар Комарчић, Српског друштва за научну фантастику, Хаику клуба Шики и Удружења Љубитељи стрипа Хиперион, члан и портпарол Удружења стрипских уметника Србије од 2014. године, као и члан управног одбора Удружења уметника за израду традиционалних народних рукотворина Етно извор, организационог одбора Фестивала српског филма фантастике (ФСФФ, 2007).

## Прозни опус
- Речник словенске митологије, Лагуна, 2021.
- Речник српских митолошких бића, Лагуна, 2021.
- Приче са облака, збирка прича, електронско издање, Пројекат Растко: Библиотека српске културе, 2012; папирно издање, Пресинг, Младеновац, 2016.
- Читање, услов живљења, збирка афоризама, електронско издање, Пројекат Растко: Библиотека српске културе, 2012.
- Речник страха (лексикон), Друштво за афирмацију културе „Пресинг“, Младеновац, 2014.
- Како се плаше деца, светске бајке о чудовиштима, Младеновац, 2015.
- Вилина планина (књига бајки), Књижевни клуб „Бранко Миљковић“, Књажевац, 2006.

По причи Четворопрсти која отвара ову збирку изведена је 2007. године у Дому омладине истоимена представа драмског студија Алиса (сценарио Богдан Чургуз, продуцент Драгана Стојиљковић).

## Приређене књиге
- Ловци на мисли, збирка афоризама, Пресинг, Младеновац, 2017.
- Међу бисерима, збирка афоризама, Пресинг, Младеновац, 2017.
- Град уклетих, збирка кратких прича са конкурса часописа Афирматор (коаутор Марио Ловрековић), Пресинг, Младеновац, 2016.
- Како се плаше деца, бајке о чудовиштима, Пресинг, Младеновац, 2015.
- Живљи него икад, збирка хаику поезије, Хаику клуб „Шики“, Београд, 2015.
- Живот не пролази, збирка песама Лазе Лазића, Библиотека „Венац Лазе Костића“, Сомбор, 2015.
- Улични ходач, књига о графитима, електронско издање, Хеллy Цхеррy, Ћуприја, Београд, 2015; електронско издање, Пројекат Растко, 2018.
- Путоказ времена, збирка (научно)фантастичне хаиге, електронско издање, „Белег“, Београд, 2015; електронско издање, Пројекат Растко, 2018.
- Капија сна, антологија (научно)фантастичне хаику поезије, електронско издање, „Белег“, Београд, Београд, 2015; електронско издање, Пројекат Растко, 2018.
- Речник страха, речник о митолошким чудовиштима, Пресинг, Младеновац, 2014.
- Волим да летим, зборник радова објављених у рубрици Литера фанзина Helly Cherry од 2003. до 2014, електронско издање, Helly Cherry, Ћуприја, 2014.
- Авантуре Бориса К, збирка кратких прича Леиле Самарраи, Еверест Медиа, Београд, 2013.
- Афирматор, Зборник бр. 1 - зборник радова објављених 2012 (група аутора), Пресинг, Београд, 2013.
- Како сам убио љубав, збирка кратких прича са конкурса сајта Траблмејкер (коаутор Ненад Новковић), Удружење грађана Траблмејкер, Београд, 2013.
- Тренутак инспирације, збирка кратких прича са конкурса сајта Арт Анима (коаутор Драгољуб Игрошанац), Друштво љубитеља фантастике „Лазар Комарчић“, Београд, 2008.

## Антологије и зборници
Приче су јој објављене у Нова српска СФ и ОФФ прича (Алехандриа Пресс, Београд, 1999), Најкраће приче 2004 (Алма, Београд, 2005), Врата моје приче (Алма, Београд, 2005), Најкраће приче 2005 (Алма, Београд, 2006), Алиса у земљи прича (Алма, Београд, 2006), И после приче прича (Алма, Београд, 2006), Једностраничне приче (Алма, Београд, 2007), Женске приче (Алма, Београд, 2007), Градске приче 2 (Графичко-издавачки центар Албос, Крушевац, 2007), Градске приче 3 (Графичко-издавачки центар Албос, Крушевац, 2008), Трећа стварност (Пучко отворено училиште Пазин, Пазин, 2009), WХФанзин Но. 7. (Wест Херзегоwина Фест, Широки Бријег, 2009), Приче о диносаурима (Пучко отворено училиште Пазин, Пазин, 2009), Ја сам прича (Бесједа, Бања Лука, 2009), Лексикон божјих људи (Службени гласник, Београд, 2010), Сатиричне приче 2009 (Алма, Београд, 2010), Слатке приче (ЕНЦО Боок, Оптимизам, Београдски салон слаткиша, Београд, 2011), Зборник радова конференције „Развој астрономије код Срба VI“ (Астрономско друштво „Руђер Бошковић“, Београд, 2011) и Десети круг (Пучко отворено училиште Пазин, Пазин, 2011), Зборник радова „XVI национална конференција астронома Србије“ (Астрономска опсерваторија у Београду, Београд, 2012), Сузе за Велоса (Музеј града Зенице, Зеница, 2013), Невидбог (Локални јавни емитер Радио Бијело Поље, Бијело Поље, 2013), Зборник радова конференције „Развој астрономије код Срба VII“ (Астрономско друштво „Руђер Бошковић“, Београд, 2014), „ХААРП и друге приче“ (Паладин, Београд, 2014), антологији „Региа фантастица“ (Удружење грађана фанови научне фантастике „SCI&FI“, Београд, 2014), „Странци“ (Оксиморон, Београд, 2015), „Људи без особина“ (Оксиморон, Београд, 2016), антологији „Rеgiа fаntаstica 2“ (Удружење грађана фанови научне фантастике „SCI&FI“, Београд, 2017), „Апокалипса лажи“ (Пучко отворено училиште Пазин, Пазин, 2017), „Приче о мањинама“ (Пучко отворено училиште Пазин, Пазин, 2017), „У врзином колу“ (Страхор, Београд, 2017), „Les femmes (se) racontent. Expériences dans les PECO“ („Жене говоре. Искуство у централној и источној Европи“, le Centre Regional Francophone de Recherches Avancees en Sciences Sociales, Букурешт, 2017).

## Проза у периодици
Објављивала је у часописима, магазинима и другој периодици: Галаксија, Астрономија (фанзин Нова), Политикин Забавник, Наш траг, Орбис, Знак Сагите, Сигнал, Улазница, Блиц забаве, Trash, Нова зора, Путеви културе, Монс Ауреус, Квартал, Прича, Књижевни преглед, Књижевне новине, Босанска вила, Омаја; недељнику Град, фанзинима Емитор, Зелени коњ, Нова, Terra...

## Проза у електронским и радијским издањима
Објављивала је у Интернет часопису Балкански књижевни гласник, Бони, Књигомат, Афирматор, Шипак; на Интернет страницама: Anti Trafficking Centre, Screaming-planet, Бункер, Арт-Анима, Бундоло, Eniaroyah, Београдскака5анија, Bhfantasy, Белег, Траблмејкер, Чисто и бистро, PS-Portal; Интернет фанзину Helly Cherry; интерактивном CD издању Monthly Scream 01 и Смех до бола 2; електронском недељном листу Сатир; међународном електронском часопису за сатиру, хумор и карикатуру Носорог, интернет порталу за приповедаче – велике и мале Причај ми, у оквиру интернет пројекта Растко.
Кратке приче су јој емитоване на радију „Плана“ из Велике Плане, радију „Накси” из Београда, Радио Београду и Радио Панчеву; хаику песме и афоризми на Радио Панчеву.

## Афоризми и епиграми
Афоризме објављивала у часописима: Наш траг, Путеви културе, Политика, Мађарсо; укрштеници Енигматски ђердан; међународном електронском часопису за сатиру, хумор и карикатуру Носорог; електронском недељном магазину Жикишон; Интернет страници На првом сте мјесту; у оквиру интернет пројекта Растко; интернет порталу Монтенегрина; зборницима Афоризми и афористичари 6 (Алма, Београд, 2006), Дриблинг духа (Алма, Београд, 2007), Бисери балканског афоризма 1 (Алма, Београд, 2010), Зборник радова конференције „Развој астрономије код Срба“ VI (Астрономско друштво „Руђер Бошковић“, Београд, 2011), Маxминус, Афоризми II (ауторско електронско издање, 2011), Маxминус, Афоризми IV (ауторско електронско издање, 2011), Извајане мисли бр. 4 (Центар за културу и уметност Алексинац, Алексинац, 2011), антологији Ко је ко у афоризму (Удружење балканских сатиричара Србије „Јеж“, Београд, 2015).
Епиграме је објављивала у међународном часопису за сатиру, хумор и карикатуру Носорог.
Увршћена је у Бијелу укрштеницу, Енигматски ђердан, бр. 721, стр. 8, Бања Лука, 3.4-10.4.2014; укрштеницу Вилина планина, Енигма, бр. 2396, стр. 36, Београд, 1.9.2015; укрштеницу у Независним новинама, бр. 5924, стр. 39, Бања Лука, 31.10-1.11.2015.

## Хаику и песме
Хаику песме су јој објављене у часописима: Диоген, про култура магазин, Освит, Хаику новине; збиркама: 21. Хаику фестивал (Народна библиотека „Бранко Радичевић“, Оџаци, 2010), Зашто птице плачу (Хаику клуб „Шики“, Београд, 2011); зборнику: Зборник радова конференције „Развој астрономије код Срба VI“ (Астрономско друштво „Руђер Бошковић“, Београд, 2011), Мој омиљени хаику (електронско издање, 2011; штампано издање, Путујуће хаику друштво, Нови Сад, 2012), 23. Хаику фестивал (Народна библиотека „Бранко Радичевић“, Оџаци, 2012), Диоген, про култура магазин (електронско издање, Диоген, Сарајево, 2012), 24. Хаику фестивал (Народна библиотека „Бранко Радичевић“, Оџаци, 2013), Владимир Девиде: Звијезда водиља (електронско издање, Удруга „Три ријеке“, Иванић град, 2014), Живљи него икад (Хаику клуб „Шики“, Београд, 2015), Збирка поезије – Мост културе (ауторско издање, Рангун, 2016), Звездана вечност (Поета, Ужице, 2017), 900 Jahre Schwabach, ... und kein bisschen alt (900 година Швабаха... а ни мало стар, Neue Cranach Presse Kronach, Kronach, 2017); песме у збирци: Јутро над Озреном 2009 (Књижевни клуб „Соколово перо“, Сокобања, 2009), зборнику Магија фестивалског шаренила (Дом културе Књажевац, Књажевац, 2010).

## Организација конкурса
- Један је од организатора књижевних конкурса „Хеллy Цхеррy - Фантастика у перу“ („Паклена вишња“, од 2006. стално отворен), „Афирматор“ (Афирматор, од 2012. стално отворен); „357 - Тренутак инспирације“ (2007), „Освој икебану “ (2007), „Како сам убио љубав“ (Траблмејкер, 2012); „Конкурс за кратку причу инспирисану фолклорном фантастиком“ (Реч и глас, 2015); конкурс за стрип „Двери времена“ (Удружење „Љубитељи стрипа Хиперион”, 2015), „Вилинске приче“ (Реч и глас, 2016), „Град уклетих“ (Афирматор, 2016), „Паралелни светови“ (Реч и глас, 2016), „Графит године“ (Хeллу Цхерру, 2017).
- Један је од организатора конкурса за ангажовану фотографију: „Дивља депонија у мом крају“ (Чисто и бистро, 2015).
- Самостално организовала књижевне конкурсе: „357 - Прича за трен“ (2011), „Звезде и ми“ (2011), „Белег“ (2011), „Дрво и ја“ (2012), „Грешка према природи“ (2012), „Белегов стални књижевни конкурс“ (2013), „Врба на калдрми“ (2013), „Капија сна“ (2013), „Н(Ф) хаига“ (2013).
- Била је члан неколико књижевних жирија.

## Награде
- Златни гул за српску хорор књигу године „Како се плаше деца“ (2015), Академија за хорор, Дејан Огњановић, Београд (2016)
- Награда за најизазовнији афоризам на тему „С чим у Европу“ Клуба умјетничких душа Мркоњић Град (2011)
- Повеља „Краљевског књижевног клуба Карађорђевић” за афоризам, Београд, 2006. године
- Трећа награда Уметничког удружења „Мулти Арт“ из Зрењанина (2006)
- Трећа награда за најоригиналнију басну Клуба умјетничких душа Мркоњић Град (2011)
- Прва награда Удружења жена „Сва лепота света“, Зрењанин (2006)
- Прва награда удружења грађана „Сци&Фи“ за кратке приче, Београд (2006)

## Превођење
- Цисиум, двоколице из Каранова, Веселин Игнатов, Народни музеј Београд, 2015 (необјављено)
- Јога срца, Т. К. В. Десикачар, Биндер, Београд, превод са енглеског на српски, 2013 (необјављено)
- Лажна вереница, Аманда Квик, Алнари, Београд, превод са енглеског на српски, 2012 (потписана као Тамара Петелин)
- Клице промена, Хенри Хобхаус, Алгоритам, превод са енглеског на српски, 2011 (потписана као Тамара Петелин)
- Практични Фенг шуи, Симболи среће, Лилијан Шу, Алнари, Београд 2007, превод са енглеског на српски, 2007 (потписана као Тамара Петелин)
- Тајна црвене боје, Еми Батлер Гринфилд, Алнари, Београд 2006, превод са енглеског на српски, 2006 (необјављено)
- Ћилибарска соба, Катарина Скот-Кларк и Адријан Леви, Едитор, Београд, 2006, превод са енглеског на српски, 2006 (потписана као Тамара Петелин)
- Земља живих, Ники Френч, Едитор, Београд, 2006, превод са енглеског на српски, 2006 (потписана као Владан Стојановић)
- Краљев гамбит, Џон Медокс Робертс, ПС-Едитор-ИП, Београд, превод са енглеског на српски, 2005 (потписана као Татјана Петелин)
- Лажна вереница, Аманда Квик, Едитор, Београд 2005, превод са енглеског на српски, 2005 (потписана као Тамара Петелин)
- Проклетство Зибалбе, Лин Хемилтон, Едитор, Београд, превод са енглеског на српски, 2004 (потписана као Татјана Петелин)

## Пројекти
- 100.000 песника за промену, планетарни вишемедијски уметнички пројекат&песнички догађај, Алтернативни хаику театар „Нит“, Божидар Аџија, 2017 (хаику)
- Један од покретача и учесника акције чишћења ресничког језера Паригуз, у организацији ПСК клуба „Копаоник“, Копаоник, 2017 (екологија)
- Један од учесника акције чишћења околине планинарског дома „Копаоник“, у организацији ПСК клуба „Копаоник“, Копаоник, 2016 (екологија)
- Један од учесника 60. Сајма књига, пројекат „Чисто и Бистро“, Београд, 2015 (екологија)
- Један од покретача пројекта Мост културе Мјанмар – Србија, 2015 (хаику)
- Један од покретача и учесника акције „Очистимо Кошутњак“, Београд, 2015 (екологија)
- 100.000 песника за промену, Божидар Аџије, 2015
- Један од учесника 15. Дечијег сајма, Београд, 2015 (екологија)
- Један од покретача и учесника акције „Очистимо Кошутњак“, Београд, 2015 (екологија)
- Један од учесника Оснивачке скупштине Мреже организација за заштиту животне средине и чувања природе града Крагујевца, Крагујевац, 2015 (екологија)
- Један од покретача и учесника акције „Очистимо Кошутњак“, Београд, 2014 (екологија)
- Један од покретача уметничко-еколошког пројекта „Чисто и бистро“, Београд, 2014. (екологија)
- Учесник изложбе „Воз“, у организацији Путујућег хаику друштва и Војвођанског друштва за железницу (Чекаоница новосадске железничке станице), Нови Сад, 2013. (хаику)
- Учесник „100.000 песника за промену“, планетарног вишемедијског уметничког пројекта&песничког догађаја, Кућа Ђуре Јакшића, Београд, 2012 (хаику)
- Учесник вишемедијског еколошко-уметничког пројекта „Аријаднина нит“, Музеј краља Петра И Карађорђевића, Београд, 2012 (хаику)
- Учествовала је на књижевној радионици „Понтес“, Крк, 2009 (књижевност)

## Алтернативни хаику театар "Нит"
- 100.000 песника за промене, планетарни вишемедијски уметнички пројекат&песнички догађај, Алтернативни хаику театар „Нит“, Божидар Аџија (хаику), 2017.
- Мост културе: Мјанмар – Србија, Клуб „Реч и глас“, Продавница плоча и књига „Леила“, 2016.
- Тамара и паралелни светови, Продавница плоча и књига „Леила“, 2016.
- „Тајна Акаше“ и „Деконструкције“, изложба радова Добрице Камперелића и Дејана Аксентијевића, Галерија „Блок“, 2016.
- Приче из Бурме, предавање у оквиру пројекта Мост културе Мјанмар – Србија, Ненад Вучковић и Рупа Аунг, Продавница плоча и књига „Леила“, 2015.
- 100.000 песника за промену, Алтернативни хаику театар „Нит“, Божидар Аџија, 2015.

## Фотографије
- Један од учесника акције Фотографи за животиње, Фејсбук страница, Београд, 2014.
- Учесник на конкурсу за продајну хуманитарну изложбу фотографија „Београд контраста“, Центар за културну деконтаминацију, Београд, 2014.
- Учесник пројекта „Neighbourwood“ (еколошка историја Новог Београда, део пројекта Диференцирана суседства Новог Београда) по позиву аутора пројекта Милице Лапчевић и Владимира Сојата, Нови Београд (фотографија, екологија), 2009.

## Археологија и конзервација
- Рад на рестаурацији скулптура од теракоте, дело Јована Обичног, приватна колекција, Београд, 2009.
- Рад на рестаурацији скулптура од теракоте, дело Јована Обичног, приватна колекција, Београд, 2008.
- Рад на рестаурацији скулптура од теракоте, дело Јована Обичног, приватна колекција, Београд, 2007.
- Рад на рестаурацији макете ратног дрвеног брода типа ‘’Вицторy’’, приватна колекција, Београд, 2005.
- Рад на рестаурацији скулптуре од теракоте, дело Јована Обичног, приватна колекција, Београд, 2005.
- Похађала курс 'Основи превентивне заштите', 19-21. јануар, ‘Диана‘ центар за превентивну заштиту, Галерија фресака, Београд, 2004.
- Рад на керамици (XX век, приватна колекција), ‘Диана’ центар, Галерија фресака Београд, 2004.
- Рад на савременој керамици (XX век), ‘Диана’ центар, Галерија фресака Београд, 2004.
- Рад на савременом стаклу (приватна колекција, XX век), ‘Диана’ центар, Галерија фресака Београд, 2004.
- Похађала курс рестаурације порцелана, фајанса и мајолике, Памела Ворнер, Адингтон Студио, јул-август; Диана Центар за превентивну заштиту, 2004.
- Рад на преводу књиге ‘Конзервација на терену’, ‘Диана‘ центар за превентивну заштиту, Галерија фресака, Београд, 2004.
- Радила као библиотекар у ‘Диана’ центру, Галерија фресака, Београд, 2004.
- Рад на античком стаклу из Народног музеја у Чачку и Зајечару, ‘Диана’ центар, Галерија фресака Београд, 2003.
- Рад на античком стаклу из Текије, ‘Диана’ центар, Галерија фресака Београд, 2003.
- Похађала курс конзервације стакла (3-18.август), предавач Сандра Девисон, ФИИЦ, АРЦ, Тхе Цонсерватион Студио, Лондон - рад на античком материјалу (Народног музеја у Чачку и Зајечару); ‘Диана’ центар, Галерија фресака Београд, 2003.
- Рад на античком стаклу из Музеја града Београда, ‘Диана’ центар, Галерија фресака Београд, 2003.
- Рад на савременом стаклу (приватна колекција, XX век), ‘Диана’ центар, Галерија фресака Београд, 2003.
- Рад на савременој копији микенске керамике, ‘Диана’ центар, Галерија фресака Београд, 2003.
- Радила као библиотекар у ‘Диана’ центру, Галерија фресака Београд, 2003.
- Рад на античком стаклу из Народног музеја у Чачку и Зајечару, ‘Диана’ центар, Галерија фресака Београд, 2002.
- Рад на средњовековном стаклу из Народног музеја у Чачку, ‘Диана’ центар, Галерија фресака Београд, 2002.
- Рад на савременој скулптури од стакла (XX век), Музеј Савремене уметности Београд; ‘Диана’ центар, 2002.
- Похађала двонедељни курс о конзервацији стакла (17-28. јун), предавач Сандра Девисон, ФИИЦ, АРЦ, Тхе Цонсерватион Студио, Лондон - рад на античком (горње одреднице) и средњовековном материјалу – Котор; ‘Диана’ центар, Галерија фресака Београд, 2002.
- Радила као библиотекар у ‘Диана’ центру, Галерија фресака Београд, 2002.
- Рад на античком стаклу из Народног музеја у Чачку и Зајечару, ‘Диана’ центар, Галерија фресака Београд, 2001.
- Рад на средњовековном стаклу из Народног музеја у Чачку, ‘Диана’ центар, Галерија фресака Београд, 2001.
- Рад на савременом стаклу, приватна колекција, XX век, ‘Диана’ центар, Галерија фресака Београд, 2001.
- Радила као библиотекар у ‘Диана’ центру, Галерија фресака Београд, 2001.
- Рад на античком стаклу из Народног музеја у Чачку и Зајечару, ‘Диана’ центар, Галерија фресака Београд, 2000.
- Рад на средњовековном стаклу из Народног музеја у Чачку, ‘Диана’ центар, Галерија фресака Београд, 2000.
- Рад на камену, античка збирка Народног музеја у Београду, рад у екипи Мирољуба Стаменковића, ‘Диана’ центар, Галерија фресака Београд, 2000.
- Рад на чишћењу и реконструкцији гипсаних копија средњовековних стећака из депоа Галерије фресака Београд; рад у екипи Ристе Михића, ‘Диана’ центар, 2000.Р
- Радила као библиотекар у ‘Диана’ центру, Галерија фресака Београд, 2000.
- Рад на керамици са Ђердапа (праисторија и антика), ‘Диана’ центар, Галерија фресака Београд, 1999.
- Рад на античком стаклу из Народног музеја у Чачку и Зајечару, ‘Диана’ центар, Галерија фресака Београд, 1999.
- Рад на средњовековном стаклу из Народног музеја у Чачку, ‘Диана’ центар, Галерија фресака Београд, 1999.
- Рад на камену, античка збирка Народног музеја у Београду, рад у екипи Мирољуба Стаменковића, ‘Диана’ центар, Галерија фресака Београд, 1999.
- Радила као библиотекар у ‘Диана’ центру, Галерија фресака Београд, 1999.
- Рад на праисторијском антрополошком материјалу - ђердапска серија, у екипи др Мирјане Роксандић, Симонд Фрасер Университy, Бурнабy, Цанада; Археолошка збирка Филозофског факултета Београд, 1998.
- Рад на керамици са Ђердапа (праисторија и антика) на Караташу, ‘Диана’ центар, 1998.
- Рад на типологији античке керамике, у екипи др Марка Поповића, директор Археолошког института; Археолошки институт, Београд, 1998.
- Рад на античком стаклу са Милом Поповић-Живанчевић на Караташу, ‘Диана’ центар, 1998.
- Похађала курс о конзервацији стакла, на средњовековном стаклу из Музеја града Београда; предавач Памела Wарнер, Аддингтон Студио, Девон, Енглеска; Караташ, ‘Диана’ центар, 1998.
- Рад на савременом стаклу (приватна колекција, XВИИИ/XИX век) са Милом Поповић-Живанчевић, Караташ, ‘Диана’ центар, 1998.
- Рад на каменим надгробним споменицима (антика), рад на локалитету Диана у екипи Мирољуба Стаменковића, Факултет примењене уметности; ‘Диана’ центар, 1998.
- Рад на каменим надгробним споменицима (антика), Археолошки музеј Ђердапа, рад у екипи Мирољуба Стаменковића, Кладово, ‘Диана’ центар, 1998.
- Учествовала у формирању стручне библиотеке и радила као библиотекар у ‘Диана’ центру, Караташ, 1998.
- Рад на трошној керамици на Караташу, у ‘Диана’ центру за конзервацију, у екипи мр Миле Поповић-Живанчевић, музејски саветник, Народни музеј Београд, председник YУ ИЦОМ-а, 1997.
- Рад на терену и теренској документацији на локалитету Диана, у екипи мр Јелене Кондић, кустос Народног музеја у Београду; Народни музеј, Београд, 1996.
- Рад на терену и теренској документацији на локалитету Диана, у екипи мр Јелене Кондић, кустос Народног музеја у Београду; Народни музеј, Београд, 1995.

## Изложбе
- Рад у Југословенској галерији уметничких дела, изложба вајара Слободана Банета Савића, Београд, 2006.
- Један од реализатора конзерваторске изложбе у Галерији фресака Београд; ‘Диана’ центар, 2002.
- Један од реализатора конзерваторске изложбе у Галерији фресака Београд, ‘Диана’ центар, 2000.
- Један од реализатора конзерваторске изложбе у Народном музеју, Београд, 1998-99.

## Критика и рецензије других
- Милан Суботић, Лескино лишће (Љубав душе према бајковитој природи у збирки „Вилина планина“ Тамаре Лујак), Зборник „Црте и резе 8“, стр. 320, Ресавска библиотека Свилајнац, Свилајнац, 2017.
- Слободан Ивков, Тамара Лујак, Приче са облака, 12.11.16.
- Слободан Ивков, Тамара Лујак, Приче са облака, Блиц бр. 7076, стр. 28, Београд, 24.10.2016.
- Марио Ловрековић, Приче са облака (Генеалогија неба), ПС-Портал, 18.8.2016.
- Слободан Ивков, Тамара Лујак: Речник страха, Блиц, Блиц књига, бр. 6388, стр. 3, Београд, 30.1.2016.[1]
- Славен Радовановић, Проза о вилинском свету, 16.12.2013.[2]
- Илија Бакић, Нове-старе бајке, 16.12.2013.[5]
- Драгана Стојиљковић, Кроз вртове детињства, 16.12.2013.[6]
- Пеђа Радосављевић, Змајеви из Пераста, „Треће око“, 28. августа 2007.[3]
- Драгана Стојиљковић, Лујак Тамара: Вилина планина, Новине београдског читалишта бр. 22-23-24, стр. 12, Београд, јун-јул-август 2007.
- Јелена Протић-Петронијевић, Истражујући Вилину Планину, „Повеља“ бр.2, Краљево, 2007.[4]
- Ненад Милосављевић, Фантастичне приче Тамаре Лујак, Светлост, август 2007.
- А. С, Бајка и скулптура, Нова Јасеница, бр.11, Културни додатак, стр. 10, Велика Плана, 17.2.2007.
- Гаврило Петровић, Танталове муке, Тамара Лујак, Емитор бр. 448, стр. 57, Друштво љубитеља фантастике „Лазар Комарчић“, Београд, 2004.
- Андреј Николаидис, Дах шовинизма и дилетантизма, Вијести, бр. 754, стр. 11, Подгорица, 1999.